# Martin Myšička
Pour les articles homonymes, voir Myšička.
Martin Myšička, né le 9 mars 1970 à Příbram en Tchécoslovaquie, est un acteur tchèque.

## Biographie
Martin Myšička a grandi dans le village de Stará Huť. Il entreprend des études de physique à l'université Charles de Prague puis se tourne vers le théâtre en intégrant l'Académie tchèque des arts de la scène à Prague. Il travaille ensuite au Théâtre de Bohême de l'Ouest à Cheb puis au Théâtre de Řeznická avant d'intégrer la troupe permanente du Théâtre national de Prague. En 1997, il devient membre du Théâtre Dejvice, où il travaille depuis.
À partir des années 2000, il devient un acteur très présent à la télévision tchèque, jouant dans de très nombreuses séries télévisées.

## Filmographie

### Cinéma
- 2008 : Les Karamazovs (Karamazovi) de Petr Zelenka – Aliocha Karamazov
- 2009 : Protektor de Marek Najbrt – Franta
- 2012 : In the Shadow de David Ondříček – Jílek
- 2015 : Lost in Munich de Petr Zelenka – Pavel
- 2020 : Le Procès de l'herboriste (Šarlatán) d'Agnieszka Holland – le père Mikolášek

### Télévision
- 2018 : Marie-Thérèse d'Autriche (série télévisée) de Robert Dornhelm – Graf Schwarz
- 2019 : Un espion très recherché (Bez vědomí) (mini-série) d'Ivan Zachariáš – Victor
- 2019 : La Règle du jeu : le juge
- 2021 : Les Mystères de Prague (mini-série) : Herman Herzog